# Mythos ’N DJ Cosmo
Mythos 'N DJ Cosmo – niemiecko–amerykańska grupa tworząca muzykę trance. Składała się z Alexandra Kilba i Thomasa Godla. Najpopularniejsza piosenka tego duetu to "Send Me An Angel" z 1999 roku.

## Albumy
- 1999 Mythos

## Single
- 1999 "Send Me An Angel"
"Unchained Melody (Love Theme From "Ghost")"
"Music 2000" (feat. Intertrance)
"The Heart Of The Ocean (Titanic)"
- 2000 "Hymn"
- 2001 "I Can't Stop Raving"
- 2002 "Heaven Is Closer (Feels Like Heaven)" (feat. Dario G)
"Feels Like Heaven" (feat. Avalon)